# Богданиха (Ивановская область)
Богда́ниха — деревня в Ивановском районе Ивановской области России, центр Богданихского сельского поселения Ивановского района.

## География
Богданиха находится на выезде из города Кохмы, в 4.5 км к юго-востоку от Иванова. Через Богданиху протекает река Уводь.

## История
Первые упоминания о Богданихе появились в XVII веке. Первым поселенцем деревни был помещик Богданов. В 50-е годы XIX века была основана ситцепечатная фабрика, а на реке Уводь — мытилка-отбельня. До революции в деревне стояли две часовни — деревянная и каменная. В 1911 году в Богданихе выстроена, а в 1912 году открыта земская школа. В 1930-х годах создаются колхозы, которые затем объединяются в совхоз «Ивановский». Организуется артель по производству кирпича из местной глины. В 1950-60-е годы возводятся трёхэтажные дома, строятся магазин, комната быта, почта, клуб, детский сад, столовая для работников совхоза. В 1963 Богданихская школа стала десятилеткой.

## Население
| 1859 | 1905 | 2010  |
| ---- | ---- | ----- |
| 200  | ↗216 | ↗1707 |

## Инфраструктура
Сегодня Богданиха располагает всей необходимой для жизни инфраструктурой: школа, сельский клуб, магазины, почтовое отделение, автосервис. На трассе Р152 находятся пост ГИБДД и АЗС.

## Экология
В Богданихе расположены ивановские общегородские очистные сооружения, отработанный ил которых почти никуда не используется из-за высокого содержания в нём солей тяжёлых металлов и других токсичных веществ. Ил является источником опасного загрязнения окружающей среды.